# Rzadkowo
Rzadkowo – wieś w Polsce położona w województwie wielkopolskim, w powiecie pilskim, w gminie Kaczory, oddalona o 4 km od Kaczor.
Najstarszym zabytkiem Rzadkowa jest kaplica mszalna pw. Matki Bożej Łaskawej pochodząca z 1848 r., ufundowana przez hrabinę Joannę Nepomucenę Grabowską, ówczesną właścicielkę Rzadkowa.
13 listopada 1936 w Rzadkowie została utworzona rzymskokatolicka parafia Matki Boskiej Anielskiej.
We wsi znajduje się kościół Matki Boskiej Anielskiej, wybudowany w 1937 roku ze składek wiernych z całej Polski. Przewodniczącym Komitetu Budowy Kościoła był Bronisław Kaja, a jego brat Władysław Kaja, kierownik szkoły w Budzyniu, rozstrzelany później przez okupantów niemieckich na Wzgórzach Morzewskich, ufundował jeden z witraży.
Na cmentarzu w Rzadkowie wyróżnia się najstarszy grób małżeństwa Justyny (zm. 1912) i Józefa (zm. 1929) Kajów z dużą figurą Matki Boskiej oraz niewielki, symboliczny grób członków rodziny Kajów, którzy zginęli w czasie I i II wojny światowej oraz po zakończeniu II wojny światowej, ufundowany przez Bronisława Kaję.